# Sundbyholm
Sundbyholm – miejscowość (tätort) w Szwecji, w regionie administracyjnym (län) Södermanland, w gminie Eskilstuna.
Według danych Szwedzkiego Urzędu Statystycznego liczba ludności wyniosła: 868 (31 grudnia 2015), 1102 (31 grudnia 2018) i 1138 (31 grudnia 2019).